# Cyathea acanthophora
Cyathea acanthophora är en ormbunkeart som beskrevs av Holtt. Cyathea acanthophora ingår i släktet Cyathea och familjen Cyatheaceae. Inga underarter finns listade.